# 移动驾照
移动驾驶执照又稱電子駕照，是一种替代实体駕駛執照的流動應用程式。移动驾驶执照的国际标准化组织(ISO)标准為 ISO 18013-5 。
早在2007年，墨西哥的金雅拓智能卡就可以充當电子驾照。2016年，美国的國家標準技術研究所与金雅拓合作，在华盛顿哥伦比亚特区、爱达荷州、科羅拉多州、马里兰州和怀俄明州试点数字驾照。
2021年9月1日起，中華人民共和國公安部在中華人民共和國全国推廣電子駕照，北京、上海、广州等28个城市為第一批試點對象。10月20日起，太原、沈阳、哈尔滨等110个城市成為第二批電子駕照試點對象。2021年12月10日起，中華人民共和國全國全面推行驾驶证电子化。